# Ligulariopsis
Ligulariopsis es un género monotípico de plantas herbáceas perteneciente a la familia de las asteráceas. Su única especie: Ligulariopsis shichuana, es originaria de China.

## Descripción
es una hierba, perennifolia. Con rizomas robustos y cortos,y  con muchas raíces fibrosas. El tallo con pecíolos relictos en la base. Las hojas alternas, hojas parecidas al papel,las  basales persistentes y  pecioladas, oblongo-ovadas o ampliamente cordadas, base cuneada, pecíolo decurrente en alas; pecíolo basalmente ampliado. Las hojas medianas parecidas a las hojas inferiores, pero más pequeñas, poco pecioladas, el pecíolo alado, expandido gradualmente desde el medio hasta la base en aurículas como hojas ovadas, amplexicaules. Capitulescencia discoide, en racimos terminales, con pedúnculos con 2 bracteados. Involucros cilíndricos o estrechamente campanulados, de 1.5-2 mm de diámetro. Filarios uniseriados, 4, linear-lanceoladas, margen estrecho escarioso. La corola amarilla, tubular estrecha campanuladas, 5-lobulada, con lóbulos lanceolados, ápice agudo. Aquenios cilíndricos, acanalados y glabros. Vilano de color púrpura-marrón.

## Distribución y hábitat
Se encuentra en los bosques, en las laderas y pastizales, a una altitud de 1500-2100 metros, en Gansu y Shaanxi en China.

## Taxonomía
Ligulariopsis shichuana fue descrita por Y.L.Chen y publicado en Acta Phytotaxonomica Sinica 34(6): 632–634, pl. 1. 1986.
Sinonimia
- Cacalia longispica Z.Y.Zhang & Y.H.Guo[4]